# Lust for Life (Lana Del Rey-album)
A Lust for Life című album Lana Del Rey amerikai énekesnő ötödik nagylemeze, amely 2017. július 21-én jelent meg. Első kislemeze, a „Love” 2017. február 18-án vált elérhetővé világszerte. Ezt követően 2017. március 29-én Del Rey hivatalos Vevo csatornájára felkerült egy előzetes, ami nyilvánosságra hozta az album címét. A címadó dal, a Lust for Life 2017. április 19-én jelent meg a kanadai énekes, The Weeknd közreműködésével, és vált az album második kislemezévé. További közreműködők voltak ASAP Rocky, Stevie Nicks, Sean Lennon és Playboi Carti.
Az albumot Grammy-re jelölték „Best Pop Vocal Album”, azaz Legjobb popalbum kategóriában a 60. évi Grammy Díjátadón. Ez volt az énekesnő második jelölése ebben a kategóriában.
Az album népszerűsítésére az LA to the Moon turné szolgált, amely 2018 januárjában indult.